# 索納姆
索納姆（英語：Thornham）是英國諾福克郡的一個村莊和民政教區。它位於諾福克北部海岸，距離亨斯坦頓海濱度假勝地東北約7公里（4.3英里）處，金斯林以北30公里（19英里）處，諾里奇西北70公里（43英里）處。
該民政教區面積為13.47平方公里（5.20平方英里），根據2001年英國人口普查數據顯示，索納姆有249戶478人，其中包括蒂奇韋爾，另外根據2011年英國人口普查的數據顯示，索納姆的人口從249戶增加到496 戶。就地方政府而言，該教區屬於金斯林和西諾福克非都會區。